# 知寄町二丁目停留場
知寄町二丁目停留場（日语：／ Chiyoricho 2-chome teiryūjō */?），是位於高知縣高知市知寄町二丁目，土佐電交通後免線的電車站。
曾經此電車站可轉乘新地線。

## 歷史
此電車站在1909年（明治43年）10月，由土佐電交通的前身土佐電氣鐵道下知停留場至知寄町三丁目停留場之間開通時，此電車站同時啟用，當時電車站名為新地通停留場（日语：／）。後來在1936年（昭和11年）改名為海岸通停留場（日语：／），2年後再次改名為若松町通停留場（日语：／），最後在1957年（昭和32年）改名為知寄町二丁目。
在此電車站啟用後2年的1911年（明治44年），此電車站向南分支前往堀川河畔的路線新地線開通。新地線是一條總長只有0.5公里的路線，連接此電車站與鄰站終點站新地停留場（後來名為海岸通終點→若松町）之間。這條短路線在太平洋戰爭下的1944年（昭和19年）暫停服務，最後在1954年（昭和29年）廢止。
- 1909年（明治42年）10月30日 - 新地通停留場啟用[1]。
- 1911年（明治44年）8月22日 - 新地線新地通至新地之間開通[1][2]。
- 1929年（昭和4年）8月30日 - 新設若松町車輛工場[1]。
- 1936年（昭和11年）7月27日 - 電車站改名為海岸通停留場[1]。同時，新地停留場改名為海岸通終點停留場[2]。
- 1938年（昭和13年）2月1日 - 電車站改名為若松町通停留場[1]。同時，海岸通終點停留場改名為若松町停留場[2]。
- 1944年（昭和19年）7月15日 - 新地線為了省電而暫停服務[1][2]。
- 1954年（昭和29年）7月19日 - 新地線廢止[1][2]。
- 1957年（昭和32年）1月8日 - 電車站改名為知寄町二丁目停留場[1]。
- 1962年（昭和37年）8月24日 - 東雲町車輛工場落成，若松町車輛工場廢止[1]。
- 2014年（平成26年）10月1日 - 土佐電氣鐵道、高知縣交通（日语：高知県交通）和土佐電Dream Service（日语：土佐電ドリームサービス）合併，土佐電交通成立[4]。成為土佐電交通的電車站。

## 電車站構造
電車站是建造在共用道路上，設有2面2線的相對式乘車處（千鳥式）。東邊為後免町方向月台，西邊為播磨屋橋方向月台。
此電車站曾經設有新地線分支，當時設有候車室，在2樓設有員工室。在1929年（昭和4年），電車站南邊新設若松町車輛工場，該處會進行車身翻新工程，以及建造車輛（200形、600形等）。這車輛工場在1962年（昭和37年），隨著知寄町車廠北邊的東雲町車輛工場落成而廢止。

## 電車站周邊
- 知寄街商店
  - 高知銀行知寄街支店
  - 最好電器高知本店
- 國道32號（日语：国道32号）
- 四國銀行（日语：四国銀行）下知分店

## 巴士路線
前往機場和一般巴士路線的巴士站名為「知寄町二丁目」，高速巴士的巴士站名為「知寄町」。當中，YOSAKOI號（大阪出發）停靠該站（落客站）（若需乘車前往大阪，YOSAKOI號的乘車處位於一般巴士路線的「知寄町」巴士站位置）。

### 前往機場、一般巴士路線
巴士站名為「知寄町二丁目」。
| 系統 | 主要途經                                           | 目的地        | 巴士公司   | 備註               |
| ---- | -------------------------------------------------- | ------------- | ---------- | ------------------ |
|      | 高知東部自動車道                                   | 高知龍馬機場  | 土佐電交通 |                    |
| L1   | 南國繞道、JA高知醫院、後免町                       | 安藝站        | 土佐電交通 |                    |
| K2   | 介良通、中野團地、潮見台總站                       | 潮見台三丁目  | 土佐電交通 | 星期六及日暫停服務 |
| K3   | 南國繞道、中野團地                                 | 潮見台總站    | 土佐電交通 |                    |
| K4   | 南國繞道、中野團地、潮見台總站                     | 潮見台三丁目  | 土佐電交通 |                    |
| K5   | 南國繞道、中野團地、潮見台總站、後免站前           | 高知工科大學  | 土佐電交通 |                    |
| K6   | 南國繞道、中野團地、後免站前、高知工科大學         | 龍河洞        | 土佐電交通 |                    |
| J1   | 縣立美術館通、高知醫療中心、高知縣立大學、望海丘   | 種崎          | 土佐電交通 |                    |
| J2   | 縣立美術館通、高知醫療中心、高知縣立大學、十市繞道 | 後免町        | 土佐電交通 |                    |
| H1   | （縣立美術館前）、大津繞道                         | 醫大醫院      | 土佐電交通 |                    |
| N1   | 絶海、十市公園鎮                                   | 前濱車廠      | 土佐電交通 |                    |
| P1   | 中央市場前、十津                                   | 十津團地      | 土佐電交通 |                    |
| P2   | 中央市場前、十津                                   | 種崎          | 土佐電交通 |                    |
| T1   | 播磨屋橋                                           | 棧橋車廠      | 土佐電交通 |                    |
| C1   | 播磨屋橋                                           | 縣廳前        | 土佐電交通 |                    |
| D1   | 播磨屋橋、愛宕町二丁目                             | AEON Mall高知 | 土佐電交通 |                    |
| D6   | 播磨屋橋、愛宕小橋                                 | 美月坂中央    | 土佐電交通 |                    |
| G1   | 播磨屋橋                                           | 高知站        | 土佐電交通 |                    |

## 相鄰電車站
土佐電交通
後免線
知寄町－知寄町二丁目－知寄町一丁目

### 曾經存在的路線
土佐電氣鐵道
新地線
若松町通－若松町

## 注腳
1. 1 2 3 4 5 6 7 8 9 10 11 12 13  《土佐電鉄が走る街 今昔》100・156-158頁
2. 1 2 3 4 5 6 7 8  今尾惠介（監修）. . 11 中国四国. 新潮社. 2009: 60-61. ISBN 978-4-10-790029-6 （日语）.
3. 1 2 3  《土佐電鉄が走る街 今昔》74-75頁
4. ↑  上野宏人. . 毎日新聞 (毎日新聞社). 2014-10-02 （日语）.
5. ↑  川島令三. . 【図説】 日本の鉄道. 第2巻 四国西部エリア. 講談社. 2013: 36・92頁. ISBN 978-4-06-295161-6 （日语）.
6. 1 2  《土佐電鉄が走る街 今昔》76-77頁